# 佩萨罗宫
佩萨罗宫（Ca' Pesaro）是威尼斯一座巴洛克大理石宫殿，面对大运河。
宫殿有詹巴蒂塔·皮托尼（義大利語：Giambattista Pittoni）的壁画（包括“与木星和密涅瓦的正义与和平”(La Giustizia e la pace con Giove e Minerva) 和“木星保护”(Giove protegge la giustizia la pace e la scienza) 正义，和平与科学和詹巴蒂斯·蒂波洛（義大利語：Giambattista Tiepolo）。
佩萨罗宫最初由隆盖纳在17世纪中叶设计，1710年由吉安·安东尼·加斯帕里完成。大量使用列柱，与隆盖纳更优雅的雷佐尼可宫形成对比。

## 现代艺术博物馆
目前此处设有威尼斯市的现代艺术博物馆，包括古斯塔夫·克林姆、皮埃尔·波纳尔、马克·夏卡尔、瓦西里·康定斯基、保罗·克利、乔治·鲁奥、亨利·马蒂斯、亨利·摩尔、乔治·莫兰迪、乔治·德·基里科、翁贝托·波丘尼等人的作品。

## 东方艺术博物馆
楼上则开设东方艺术博物馆，有3万件展品，主要来自日本，包括礒田湖龍斎、铃木春信、葛饰北斋等人的绘画，也有些来自中国和印度尼西亚。这些藏品是曾经住在亚洲的巴尔迪伯爵亨利王子带回，在19世纪末捐赠给意大利政府。